# قوزبدر
قرية قوز بدر، من المناطق التاريخية المعروفة، والمؤثرة، في حضارة، وتاريخ، واقتصاد السودان.

## الموقع
تقع القرية في «الضفة الغربية» لنهر النيل العظيم، غرب مدينة كبوشية مباشرة، وهي على بعد حوالى 35 كلم شمال مدينة المتمة عاصمة الجعليين وملكهم المشهور المك نمر.
شمالاً تجاورها قرى قوزبرة، وكلي، والفراحسين، وجنوباً الجبلاب، وطيبة الخواض، والحريراب، وتمتد المنطقة غرباً في سهول ووديان رائعة الجمال حتى(جبل النصب)، و(دراو الخريساب)، و(جبل الحسانية).
تضم عدداً كبيراً من القرى الصغيرة مثل البادراب والصقيراب والخريساب والقصيصاب والحاجاب والحداحيد والشبكة والخلوات والكركابة (الحدر) ووقوز ميرف وقرىً صغيرة مجاورة لقوز بدر إلا أنها تنصهر جميعها لتشكل نسيجاً اجتماعياً واحداً مع قوز بدر الأم التاريخية للمنطقة،

## سكانها
وسكانها جعليين يعود اصلهم للعباس بن عبد المطلب، عم الرسول صلي الله عليه وسلم، اهلها أصحاب شكيمة وشجاعة حاربوا الغزاة وناصروا المهدية وابلوا بلاء حسنا وقدموا الكثير من الشهداء، وعلي تخومها كانت موقعة ابوطليح الشهيرة، يعمل أهلها بالزراعة والرعي والتجارة، تساهم قوز بدر بقدر وافر في التنمية البشرية في ولاية نهر النيل خصوصاً وفي السودان عموماً حيث نجد منها مجموعة كبيرة من القادة الإداريين والعسكريين وضباط الشرطة والمهندسين والأطباء والخريجين بتخصصاتهم المختلفة منتشرين داخل وخارج السودان، ومجموعة أخرى من التجار المتمركزين بكثافة في الخرطوم ـ أمدرمان ـ بحري ـ سنار ـ مدني ـ الرهد ـ القضارف ـ بورتسودان وغيرها ممن اسهموا في الحياة الاقتصادية والاجتماعية والعمل الخيري.

## محاصيل الزراعة
أهم المحاصيل الزراعية: البصل ـ الفول ـ الحمص ـ الذرة (المُقد والحميسي)وقليل من القمح وبعض البقوليات والفاكهة مثل التمور والمانجو والجوافة والليمون، من الناحية البيئية تعتبر المنطقة متوازنة بيئياً إلى حد كبير مقارنة بالمناطق الأخرى في هذا الإقليم شبه الصحراوي ومتحفاً بيئياً حياً حيث تحتفظ المنطقة بغابات وافرة من أشجار الأكيشيا نيلوتكا acacia nilotica بأنواعها المختلفة والنادرة مثل الطلح ـ السنط ـ السمر ـ السيال والسلم وتشكيلة كبيرة من أشجار السرح والهجليج والدوم والطندب والشقل بالإضافة للنباتات الطبية البرية مثل السنامكة ـ الحرجل ـ الجبين ـ المحريب وغيرها، كما توجد بها حياة برية كثيفة لتشكيلات كبيرة من الطيور ـ الأرانب ـ الثعالب البرية وما يعرف بالصَبرة ـ والغزلان أحياناً في الوديان (والشطوب)غرب المنطقة مثل دراو الخريساب وجبل النصب.

## تاريخها
تعتبر قرية قوز بدر مركز إشعاع ديني مهم منذ دخول الإسلام السودان، حيث انتشرت بها الخلاوى وأهمها خلاوي البادراب وخلوة شيخنا سيد أحمد وبرز منها الحفظة والحكماء مثل شيخنا سيد أحمد ود الحسين كاتب الإمام المهدي المعروف بالزهد والحكمة والمشايخ والمُداح مثل الشيخ صالح ود الأمين والرجل الزاهد حاج العاقب المادح الشهير، والشيخ الدرّاس وغيرهم.

## معالمها
يوجد بالمنطقة مدرستين للأساس ومركز صحي واحد و5 مساجد وعدة خلاوى ورياض أطفال، تستمد المنطقة الطاقة من الشبكة القومية للكهرباء وتجد بها شبكة بدائية للمياه من 3 محطات (صهاريج)، يتم ري المشروع الزراعي بالمنطقة بواسطة طلمبات كبيرة من نهر النيل وتوزيع المياه بواسطة ترع صغيرة، بعض الأهالي يمتلك طلمبات خاصة لري مزارعهم إما من النيل مباشرة أو من الآبار السطحية المعروفة بالـ (مَتَرَة).
تعاني المنطقة من مشكلات الأمية وضعف التعليم وعدم وجود مدارس ثانوية أو معاهد، قامت رابطة المنطقة بجهود مقدرة ـ على قلتها ـ في محو الأمية والتوعية الصحية من خلال القوافل الصحية والتعليمية.

## مجهودات أبناء المنطقة
من أبناء المنطقة الذين قاموا بجهود مقدرة في التنمية الاجتماعية والاقتصادية والخدمية عبر الأجيال المختلفة: الشيخ بابكر سالم أبو سنون ـ الشيخ الدرّاس ـ عبد الرحمن محمد أحمد عطية ـ المهدي محمد الإمام وآخرون مد الله في أيامهم مثل: الشيخ عمر ود الأمين ـ الحاج عبد العليم الصقيرابي وأخوانه ـ النور المهدي ـ محمود وجاد الله شاميرة ـ أولاد الصقيري ـ، أولاد العاقب الصديق، مدثر عوض الكريم ـ عبد الوهاب أحمد بشير ـ ياسر الأمين ـ شباب رابطة قوز بدر ـ اللجان الشعبية ومجلس الآباء ـ المعلمين والمعلمات بالمدرستين ـ الخريجين والخريجات، في الخرطوم: محمد محمد الإمام وخضر أحمد بشير البدري عبد الله الحسين وأبناءه وأبناء عمومته، الصادق عطيه واسرته، وآخرون مد الله في أعمارهم ـ منهم سيف الدين محمد الإمام وإخوانه ـ عبد الحليم أحمد بشير ـ أولاد الحداحيد والحاجاب عموماً بقيادة محمد علي خلف الله ومدثر وأبناءه وشباب وشابات الرابطة بالخرطوم، وفي سنار الإمام عطية وبابكر بشير واسرته وبابكر إبراهيم واسرته وعبد الله ود أحمد، وعبد الله فضل المولي (تاجر الشباب) ومن معهم وآخرون مد الله في أيامهم مثل: إبراهيم أحمد محمد الأمين والخير وحمدان العاقب الصديق، وعبد الله جابر، وعلي قسم الله عطيه وعبد الرحمن فضل المولى واسرة بشير محمد الأمين وأولاده ونساء الجمعية والشباب النشط في التواصل الاجتماعي، خارج السودان: أبناء الخريساب وصفحتهم على الفيسبوك وغيرهم من أبناء قوز بدر في المدن والبوادي والأصقاع النائية ضاربين أروع الأمثال ومحققين لمقولة: أيها الناس نحن من نفرٍ عمروا الأرض حيثما قطنوا.. والباب مفتوح للمشاركة ـ عن رابطة قوز بدر ـ امانة الثقافة والإعلام